# Землетрус
Землетру́си (англ. earthquake, earth shock; нім. Erdbeben n) короткотривалі, раптові струси земної кори, викликані перемінним переміщенням мас гірських порід у надрах Землі, чому сприяє порушення розтяжності осередку гірських порід і виникнення сейсмічних хвиль. У землетрусів є осередок (гіпоцентр) та епіцентр землетрусу. Під час сильних землетрусів, на поверхні Землі часто виникають щілини, скиди, зсуви, цунамі; часом землетруси спричинюють великі руйнування (наприклад, 1988 року у Вірменії). Землетруси оцінюють за 12 бальною системою. Від 1 до 5 балів — майже не чутний землетрус, від 5 до 7 балів — на верхніх поверхах багатоповерхівок гойдаються люстри, від 7 до 9 балів — по стінах будинків виникають тріщини, від 9 до 12 балів — будинки руйнуються.

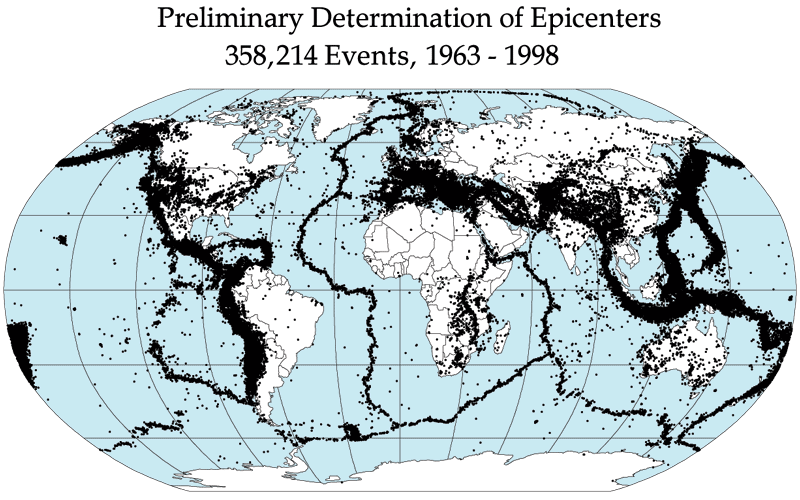
Епіцентри землетрусів за період 1963—1998

Наслідки землетрусу на Алясці

Серед усіх стихійних лих, за даними ЮНЕСКО, землетруси займають перше місце у світі за заподіяною економічною шкодою і кількістю загиблих.

## Класифікація
Залежно від причин і місця виникнення, землетруси поділяються на:
- Тектонічні – обумовлені тектонічними силами земної кори. Вони і становлять переважну більшість землетрусів і характеризуються широкими площами та великою силою (високою бальністю);
- Вулканічні – пов’язані з виверженням вулканів. Вони мають локальне поширення, але іноді досить велику силу;
- Обвальні – породжені падінням великих масивів гірських порід. Такі землетруси характеризуються локальним характером і порівняно невеликою силою;
- Моретруси;
- Техногенні або Антропогенні – пов’язані з діяльністю людини (заповнення водосховищ, гірничі роботи, підземні вибухи тощо).

## Природа землетрусу

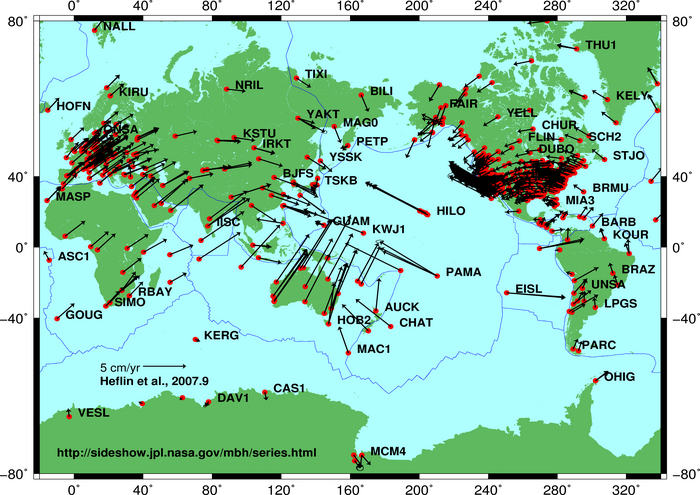
Глобальний рух тектонічних плит на основі даних GPS (НАСА)

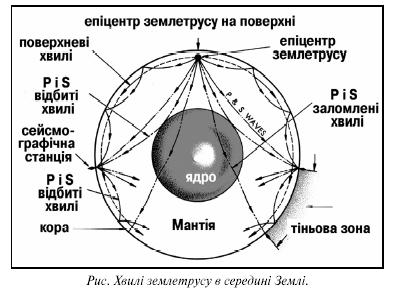

Виникнення землетрусів пов'язують переважно з тектонічними процесами, які розпочалися ще під час епохи катархею, тобто  понад 4 мільярдів років тому, одразу після народження Землі. Земна кора з підстильним шаром верхньої мантії (літосфера) розділена на жорсткі блоки — тектонічні плити. Залежно від відносного руху плити або піднімають одна одну (як і при торосінні льодяних глиб), або розсовують краї стикання. У місцях їх зчленування виникає підвищене напруження, під дією якого й відбувається землетрус. Під час землетрусу відбувається швидке, раптове вивільнення потенційної пружної енергії у відносно локалізованій частині Землі. У товщі земних надр відбувається руйнування та розривання суцільності гірських порід, яке досягає в окремих випадках сотні кілометрів. Частина вивільненої енергії переходить у пружні коливання — сейсмічні хвилі, які, досягаючи земної поверхні, викликають коливання ґрунту, зокрема й руйнівні. Найінтенсивнішими та небезпечними для будівель є поздовжні і поперечні сейсмічні хвилі. Зміщення частинок у поздовжніх хвилях відбувається в напрямку їх поширення, перемінно стискуючи та розтягуючи речовину гірських порід. Поперечні хвилі здійснюють зсувні коливання упоперек свого руху. Поздовжні хвилі поширюються зі швидкістю 4…8 км/с, поперечні — 3…4,6 км/с, тому поздовжні хвилі завжди досягають поверхні Землі раніше поперечних.
Ділянку, де виникає процес руйнування та випромінювання сейсмічної енергії, називають вогнищем, або гіпоцентровою ділянкою. Початкова точка руйнування (розпорювання розриву) — гіпоцентр, його проєкція на земну поверхню — епіцентр. Більшість вогнищ землетрусів знаходяться у межах земної кори та верхній мантії Землі на глибині 2…70 км (поверхневі землетруси). На них припадає близько 75 % всієї виділеної сейсмічної енергії. Найглибші землетруси зареєстровано на глибині 700 км у Охотському морі, а також у районі западини Тонґа-Кермадек та Індонезії.
Землетруси характеризують часом виникнення, географічними координатами епіцентру (широтою та довготою), глибиною вогнища, виділеною енергією та сейсмічним впливом (інтенсивністю) на поверхні Землі.
Здебільшого сильні землетруси (магнітудою понад 5,5) оконтурюють великі літосферні блоки, утворюючи так звані сейсмічні пояси. Найактивнішими є Тихоокеанський і Середземноморсько-Трансазійський. У Тихоокеанському поясі виділяється близько 80 % всієї сейсмічної енергії Землі. Щорічно на Землі відбувається близько 1 млн землетрусів з них 100 землетрусів з магнітудою ≥ 6 і понад 12 з магнітудою ≥ 7, частина з яких призводить до великих руйнувань та людських жертв. Щодоби в світі, в середньому, виникає понад тисячу землетрусів, зокрема, саме так і сталося, наприклад, 6 лютого 2023 року, коли за добу відбулося більше 1000 землетрусів, з яких 539 — магнітудою понад 3,0 бала.
В червні 2023 року, вчені з проєкту CREDO Інституту ядерної фізики Польської академії наук у Кракові опублікували результати дослідження, в якому довели зв’язок між глобальною сейсмічною активністю і змінами космічного випромінювання. У рамках свого дослідження команда вчених проаналізувала дані про космічне випромінювання з двох станцій — Нейтронного монітора (зібрані за останні 50 років) і обсерваторії П'єра Оже (зібрані з 2005 року). Статистичний аналіз показав явний зв’язок між змінами інтенсивності вторинного космічного випромінювання та загальною кількістю землетрусів з магнітудою чотири і вище за розглянутий період. Разом з тим вчені припускають, що виявлені зв’язки можуть бути спричинені фактором, що перебуває за межами Сонячної системи.

## Найсильніші землетруси з початку XX століття

Наслідки землетрусу

| Місце       | Дата             | Сила | Координати    |
| ----------- | ---------------- | ---- | ------------- |
| 1. Чилі     | 22 травня 1960   | 9,5  | −38,24/-73,05 |
| 2. Аляска   | 28 березня 1964  | 9,2  | 61,02/-147,65 |
| 3. Суматра  | 26 грудня 2004   | 9,1  | 3,30/95,78    |
| 4. Камчатка | 4 листопада 1952 | 9,0  | 52,76/160,06  |
| 5. Японія   | 11 березня 2011  | 8,9  | 38,32/142,37  |
| 6. Еквадор  | 31 січня 1906    | 8,8  | 1,0/-81,5     |
| 7. Аляска   | 13 жовтня 1963   | 8,7  | 51,21/-178,50 |
| 8. Суматра  | 28 березня 2005  | 8,6  | 2,08/97,01    |
| 9. Аляска   | 4 лютого 1965    | 8,6  | 51,56/-175,39 |
| 10. Ассам   | 15 серпня 1950   | 8,6  | 28,5/96,5     |

## Поширення та історія

Землетруси магнітудою 8,0 і вище, починаючи від 1900. Об'єм бульбашки є пропорційний до числа жертв, спричинених цим землетрусом

Землетруси захоплюють великі території і характеризуються: руйнуванням будівель і споруд, під уламки яких потрапляють люди; виникненням масових пожеж і виробничих аварій; затопленням населених пунктів і цілих районів; отруєнням газами при вулканічних виверженнях; ураженням людей і руйнуванням будівель уламками вулканічних гірських порід; ураженням людей і виникненням осередків пожеж у населених пунктах від вулканічної лави; провалом населених пунктів при обвальних землетрусах; руйнуванням і змиванням населених пунктів хвилями цунамі; негативною психологічною дією.
За історичний період землетруси не раз викликали руйнування і жертви. Протягом року на Землі від катастрофічних землетрусів у середньому гине близько 30 тисяч осіб. Лише за останні 400 років землетруси забрали 14 млн людських життів. Економічні збитки від катастроф сягають сотень мільярдів доларів США.
Найбільші землетруси за числом жертв:
- 1290 р. в районі затоки Бохайвань (Китай) загинуло близько 100 000 чол.,
- 1556 р. в провінції Шеньсі — 830 000 чол.,
- 1908 р. в Мессіні (Італія) — 120 000 чол.,
- 1923 р. в Токіо — 143 000 чол.,
- 1976 р. в Тяньшані (Китай) — близько 240 000 чол.,
- 1999 р. в Туреччині — близько 40 000 чол.,
- 2001 р. в Індії — близько 30 000 чол.

## Прогноз
У зв'язку з цим, одним з актуальних завдань є прогнозування місця і сили землетрусу, на основі спостережень за флуктуаціями полів Землі. Фундаментальніше завдання — прогнозування не лише місця і сили, але і часу землетрусу, вирішене тільки в декількох випадках. Землетруси можуть викликатися штучно (наприклад, ядерними вибухами).
Попередити землетруси точно поки що неможливо, хоча є низка факторів передбачення (провісників), наприклад, біофізичних.
Провісник землетрусу — одна з ознак ймовірного землетрусу у вигляді форшоків, деформацій земної поверхні, а також зміни параметрів геофізичних полів, складу і режиму підземних вод, стану і властивостей речовин, змін у поведінці тварин тощо в зоні його осередку.

## Вимірювання сили та оцінювання впливів землетрусів
Для вимірювання, оцінювання й порівняння землетрусів за силою використовуються дві групи шкал: шкали магнітуд (наприклад, шкала Ріхтера) та декілька різновидів шкал інтенсивності (наприклад, шкали MSK-64 чи EMS-98).

### Шкали магнітуд
Шкала магнітуд розрізняє сили землетрусів за величиною магнітуди, яка є відносною енергетичною характеристикою землетрусу. Існує декілька видів магнітуд і, відповідно, магнітудних шкал:
- локальна магнітуда (ML або ML) — шкала Ріхтера;
- магнітуда поверхневих хвиль (Ms);
- магнітуда об'ємних хвиль (mb);
- моментна магнітуда (Mw або MW) — шкала Канаморі.

#### Шкала Ріхтера та похідні від неї шкали
Шкала Ріхтера
Найпопулярнішою шкалою для оцінювання енергії землетрусів тривалий час була локальна шкала магнітуд Ріхтера.
Ч. Ріхтер у 1935 році запропонував для оцінювання сили землетрусу (у його епіцентрі) використовувати десятковий логарифм переміщення A (у мікрометрах) голки стандартного сейсмографа Вуда — Андерсона, розташованого на відстані не більшій за 600 км від епіцентру:
{\displaystyle M_{L}=\lg A+f,}
де f — коригувальна функція, що визначається по таблиці залежно від відстані до епіцентру.
Енергія землетрусу є приблизно пропорційною до {\displaystyle A^{3/2}}, тобто зростання магнітуди на одиницю відповідає збільшенню амплітуди коливань у 10 разів та більшій приблизно у 32 рази енергії. Землетрус із магнітудою 2 є ледь відчутним, тоді як магнітуда 7 уже відповідає нижній межі руйнівних землетрусів, що охоплюють великі території.
Протягом наступних кількох десятків років шкала Ріхтера уточнювалася і приводилася у відповідність до нових спостережень. Зараз існує декілька похідних шкал, найважливішими з яких є:
Магнітуда об'ємних хвиль
{\displaystyle m_{b}=\lg(A/T)+Q(D,h),}
де A — амплітуда коливань землі (у мікрометрах), T — період хвилі (у секундах), Q — поправка, що залежить від відстані до епіцентру D та глибини розташування осередку землетрусу h.
Магнітуда поверхневих хвиль
{\displaystyle M_{s}=\lg(A/T)+1,66\lg D+3,30.}
Ці шкали погано працюють для випадків потужних землетрусів — при M ~ 8 настає «насичення».

#### Моментна магнітуда
У 1977 році сейсмолог Хіро Канаморі з Каліфорнійського технологічного інституту запропонував принципово іншу оцінку інтенсивності землетрусів, що базується на понятті сейсмічного моменту.
Сейсмічний момент землетрусу визначається як:
{\displaystyle M_{0}=\mu Su},
де μ — модуль зсуву гірських порід (величина порядку 30 Гпа); S — площа, на якій зауважені геологічні розломи; u — середнє зміщення уздовж розломів.
Отже, в одиницях SI сейсмічний момент має розмірність Па × м² × м = Н × м.
Магнітуда за Канаморі визначається як
{\displaystyle M_{W}={2 \over 3}(\lg M_{0}-16,1),}
де M0 — сейсмічний момент, виражений у дин × см (1 дина×см еквівалентна до 1 ерга, або 10−7 Н×м).
Шкала Канаморі добре узгоджується із згаданими вище шкалами при {\displaystyle 3<M<7} і краще підходить для оцінювання потужних землетрусів.
З 2002 року Геологічна служба США використовує саме моментну магнітуду для оцінювання сильних землетрусів.
Якщо у 1970-х—1980-х роках найсильнішим землетрусами в історії вважались землетрус біля узбережжя Еквадору (1906) і землетрус Санріку (1933) з ML=8,9 у обох, то з початку 21 століття таким вважається Великий чилійський землетрус з MW=9,5, тоді як його ML=8,4…8,5.
Інтенсивність землетрусів, яка оцінюється за пошкодженнями, які вони спричинили у населених місцевостях, не завжди корелює з оцінкою за магнітудою.

### Шкали інтенсивності
Інтенсивність є якісною характеристикою землетрусу і вказує на характер та масштаб впливу землетрусу на поверхню землі, на людей, тварин, а також на природні та штучні споруди в районі землетрусу. У світі використовується декілька шкал інтенсивності, більшість яких є подальшим уточненням шакли Меркаллі:

#### Шкала Меркаллі
Основи шкали були закладені італійським вулканологом Джузеппе Меркаллі у період 1883–1902 років. Надалі Чарльз Ріхтер впровадив певні зміни у шкалу, після чого її почали називати модифікованою шкалою Меркаллі (ММ). Наразі модифікована шкала Меркаллі використовується переважно у США.

#### Шкала Медведєва-Шпонхоєра-Карніка (MSK-64)
12-бальна шкала Медведєва-Шпонхоєра-Карніка була розроблена у 1964 році й набула поширення у Європі й колишньому СРСР. MSK-64 регламентувалась ГОСТ 6249-52 і лежить в основі чинного у Росії СНиП II-7-81 й далі використовується у низці країн СНД. У Казахстані використовується СНиП РК 2.03-30-2006.

#### Європейська макросейсмічна шкала (EMS-98)
У 1996 році на XXV Генеральній Асамблеї Європейської сейсмологічної комісії (ЄСК) у Рейк'явіку було ухвалено резолюцію, що рекомендувала прийняти нову шкалу в країнах-членах Європейської сейсмологічної комісії. Європейська макросейсмічна шкала була ухвалена в 1998 році як оновлення тестової версії шкали 1992 року й отримала назву EMS-98. Ця шкала також є 12-бальною і може розглядатись як подальший розвиток шкали Меркаллі.

#### Шкала Японського метеорологічного агентства
Шкала Японського метеорологічного агентства застосовується для оцінювання інтенсивності сейсмічної події (землетрусу) в Японії. Шкала вважається 7-бальною, але фактично містить 10 рівнів (від 0 до 4, 5 «слабкий», 5 «сильний», 6 «слабкий», 6 «сильний» і 7). Одиниця сейсмічної інтенсивності носить назву «шіндо» (震度, у перекладі — «сейсмічна інтенсивність»).

#### Шкала сейсмічної інтенсивності за ДСТУ Б В.1.1-28:2010
В Україні для класифікації сейсмічної інтенсивності використовується 12-бальна шкала за ДСТУ Б В.1.1-28:2010. Ця сейсмічна шкала розроблена у зв'язку зі скасуванням в Україні шкали MSK-64 (ГОСТ6249-52) і необхідністю адаптації до Європейської макросейсмічної шкали EMS-98 для зближення національної нормативної бази будівельної галузі з європейською.
У цьому стандарті таблиці з класами уразливості А, В, С, D, Е, F і ступенями пошкоджень будівель 1, 2, 3, 4 і 5, а також сейсмічна інтенсивність (від першого до дванадцятого балу), в основному, відповідають шкалі EMS-98.

## Сейсмоактивність території України
Сейсмоактивні зони оточують Україну на південному заході і півдні. Ці зони: Закарпатська, Вранча, Кримсько-Чорноморська та Південно-Азовська. Жертв та значних руйнувань не зареєстровано. У сейсмічному плані найнебезпечнішими областями в Україні є Закарпатська, Івано-Франківська, Чернівецька, Одеська та Автономна Республіка Крим. У 1998 році в Україні сталося 2 землетруси — в Криму та Закарпатті. На теренах Закарпаття відзначаються осередки землетрусів з інтенсивністю 6–7 балів (за шкалою МСК-64) у зонах Тячів-Сигет, Мукачеве-Свалява. Закарпатська сейсмоактивна зона характеризується проявом землетрусів, що відбуваються у верхній частині земної кори на глибинах -12 км з інтенсивністю в епіцентрі 7 балів, що швидко затухає на близькій відстані. Шестибальні землетруси зафіксовані також у Прикарпатті (Буковина). Прикарпаття відчуває вплив району Вранча (Румунія). У 1974–1976 роках тут мали місце землетруси інтенсивністю від 3 до 5 балів.

### Зона Вранча і її вплив на Україну
Унікальна на Європейському континенті сейсмоактивна зона Вранча розташована на ділянці стикування Південних (Румунія) та Східних (Українських) Карпат. В її межах осередки землетрусів розташовані в консолідованій корі, а також у верхній мантії на глибинах 80–160 км. Найбільшу небезпеку становлять такі, що виникають на великих глибинах. Вони спричиняють струси ґрунтів до 8–9 балів в епіцентрі в Румунії, Болгарії, Молдові. Глибокофокусність землетрусів зони Вранча обумовлює їх слабке затухання з відстанню, тому що більша частина України перебуває в 4-6-бальній ділянці впливу цієї зони. У ХХ ст. в зоні Вранча сталося 30 землетрусів з магнітудою 6,5 балів. Катастрофічні землетруси у 1940 та 1977 роках мали магнітуду 7,0 балів. Південно-західна частина України, що підпадає під безпосередній вплив зони Вранча, потенційно може бути віднесена до 8-бальної зони. Потенційно сейсмічно небезпечною територією можна вважати також Буковину, де в 1950–1976 рр. зафіксовано 4 землетруси інтенсивністю 5–6 балів.
Сейсмічна небезпека Одеської області зумовлена осередками землетрусів у масиві гір Вранча та Східних Карпат у Румунії. Починаючи з 1107 року до сьогодні там мали місце 90 землетрусів з інтенсивністю 7–8 балів. Карпатські землетруси поширюються на значну територію. У 1940 році коливання відчувалися на площі 2 млн км². Кримсько-Чорноморська сейсмоактивна зона огинає з півдня Кримський півострів. Вогнища сильних корових землетрусів тут виникають на глибинах 20–40 км та 10–12 км на відстані 25–40 км від узбережжя з інтенсивністю 8–9 балів. Південне узбережжя Криму належить до регіонів дуже сейсмонебезпечних. За останні два століття тут зареєстровано майже 200 землетрусів від 4 до 7 балів. Південно-Азовська сейсмоактивна зона виділена зовсім недавно. У 1987 році було зафіксовано кілька землетрусів інтенсивністю 5–6 балів. Крім того, за палеосейсмотектонічними та археологічними даними встановлено сліди давніх землетрусів інтенсивністю до 9 балів з періодичністю близько одного разу на 1000 років. У платформовій частині України виділено ряд потенційно сейсмотектонічних зон з інтенсивністю 4–5,5 балів. На території Кримського півострова зафіксовано понад 30 землетрусів. Так, катастрофічний землетрус 1927 року мав інтенсивність 8 балів. За інженерно-сейсмічними оцінками, приріст сейсмічності на півдні України перевищує 1,5 бала, і у зв'язку з цим було визначено, що в окремих районах 30–50 % забудови не відповідає сучасному рівню сейсмічного та інженерного ризику.